# Park Yong-rae
Park Yong-rae (en hangeul : 박용래), né le 14 août 1925 à Buyeo dans la province du Chungcheong du Sud et décédé le 21 novembre 1980, est un poète sud-coréen. 

## Biographie
Park est né le 14 août 1925 à Buyeo dans la province de Chungcheongnam-do,. Diplômé de l'école de commerce de Ganggyeong, il réalise ses débuts littéraires en 1956 avec la publication de Chanson de l'automne (Ga-eul norae). Park a travaillé comme employé de banque et comme enseignant en collège et de lycée. En 1970, il se voit décerner le Prix Poésie contemporaine.
Park Yong-rae est décédé le 21 novembre 1980.

## Œuvre
L'évolution de la carrière poétique de Park Yong-rae peut être divisée en quatre périodes. La première période de sa carrière commence au milieu des années 1940 et se termine jusqu'à la publication de son premier recueil Grésil (Ssarangnun), période où il traite des thèmes de la solitude et du désespoir. Les poèmes de la deuxième période de sa carrière, qui comprend tout le travail après Grésil jusqu'au recueil Vulpins (Gang-ajipul, Queue de chien), se concentrent davantage sur la pureté des phénomènes naturels, célébrés en tant que tel face aux mondes d'artifices construit par l'Homme. La troisième période, qui se situe entre la publication de Vulpins (Gang-ajipul, Queue de chien) et la publication de Tige fleurie de cheveux blancs (Baekbarui Kkotdaegung), offre un contraste plus net avec les poèmes des deux précédentes périodes. Ces poèmes, contrairement à ceux des deux premières périodes qui célébraient une conscience lyrique et rustique, explorent davantage les relations entre les Hommes, et comprennent également des réflexions sur la mort.
Durant la quatrième période, qui se situe vers la fin de sa vie, Park affronte la réalité avec plus d'audace et d'introspection. Ses souvenirs s'intensifient et sa poésie commence à prendre une coloration plus philosophique alors que sa fin de vie approche. Cela entraîne Park à réfléchir plus profondément sur la mort et la «solitude fondamentale» de l'Homme. Son travail entre Une tige fleurie de cheveux blancs (Baekbarui Kkotdaegung) et sa mort, propose un changement de point de vue de l'artiste : c'est dans cette phase que Park a commencé à rejeter les thèmes de prédilection de ses œuvres antérieures et à élargir sa vision du monde. Park a ainsi commencé à afficher une nouvelle conscience sur la situation du monde et une nouvelle philosophie personnelle. Il s'est évertué à épurer sa poésie jusqu'à sa plus simple expression, et a commencé à écrire des vers plus brefs et spontanés avec toujours autant de force. Il a durant cette période exprimer son rejet de la frivolité et du « bavardage », tout en dépouillant le langage de tout détail inutile, notamment en faisant respirer son texte par de grands espaces entre les lignes ou les paragraphes. Ses poèmes sont également destinés à être des objets esthétiques, la forme du poème en elle-même contient des métaphores visuelles et auditives.
Bien que certains critiques qualifient sa poésie de monotone ou de linéaire, la structure épurée de sa poésie apparaît comme un moyen efficace pour faire revivre les souvenirs du poète d'une manière incisive. Sa façon de terminer les vers de ses poèmes avec des noms ou des suffixes nominaux plutôt que d'utiliser la structure des phrases typique de la langue coréenne (verbe à la fin) est la preuve que la forme et le contenu sont des parties intégrante de la poésie de Park.